# Daróczy Zoltán (genealógus)
Királydaróci Daróczy Zoltán (Paks, 1872. október 24. – Budapest, 1944. január 29.) magyar genealógus, történetíró. A Magyaróvári Magyar Királyi Gazdasági Akadémia elvégzése után szülei birtokán gazdálkodott. Összegyűjtötte Tolna vármegye északi részének történeti és régészeti emlékeit, amelyek egy része Bécsbe, másik része a Tolna Vármegyei Múzeumba került. Különböző levéltárakból 120 kötetes védett családtörténeti adattárat állított össze. Ezt a cédulagyűjteményét (családfák, gyászjelentések stb.) a Dunamelléki Református Egyházkerület Ráday Levéltára őrzi.
Az 1920-as években Budapestre költözött, ahol genealógiai kérdésekkel foglalkozott. Egy ideig a Magyar Nemzeti Múzeum levéltárában dolgozott. 1923-tól szerkesztette az általa alapított Nemesi Évkönyv című családtörténeti kiadványt (1937-ig 13 évfolyam). Régészeti cikkei az Archaeologiai Értesítőben és a Numizmatikai Közlönyben, genealógiai tanulmányai a Történelmi Tárban és a Turul című folyóiratban jelentek meg.

## Művei
- Nemesi évkönyv. 1-13. évfolyam (Budapest 1923-1937)
- Adatok a Daróczyak történetéhez. Turul, 23, 1905
- Adatok a Lépes és a Treutel családok leszármazásához. Turul, 27, 1909
- Adatok néhány dunántúli család leszármazásához. Turul, 27, 1909
- Újabb nemzetségi adatok. Turul, 38, 1924-25. 28-30. l.
- A Hamadey, az Aba nemzetség lengyelországi ága. Turul, 44, 1930